# Heliophanus saudis
Heliophanus saudis este o specie de păianjeni din genul Heliophanus, familia Salticidae, descrisă de Prószynski, 1989. Conform Catalogue of Life specia Heliophanus saudis nu are subspecii cunoscute.